# 박영록 (1922년)
박영록(朴永祿, 1922년 3월 25일 ~ 2019년 5월 22일)은 강원도 고성 출신의 대한민국 정치인이다. 제6,7,9,10대 국회의원을 역임하였고 민선 초대 강원도지사를 지냈다. 2019년 5월 22일에 숙환으로 별세하였다.

## 약력
- 초대 민선 강원도지사
- 민주당 상무부총재
- 민주통일촉진회의장
- 신민당 정무위원
- 신민당 정치훈련원장
- 신민당 중앙상무위원회 위원장
- 신민당 상무부총재
- 신한민주당 상무부총재
- 통일민주당 수석부총재 겸 총재 직무대리
- 평화민주당 상무부총재
- 전국민족사회단체총연합회총재
- 사단법인 범민족화합통일운동본부총재
- 일송정성역화기념사업회총재
- 세계평화공원조성총재
- 한중문화발전촉진위원회총재
- 통일국민당 대표 직무대리
- 신민당 고문
- 자유민주연합 고문

## 학력
- 소양고등학교
- 고려대학교 행정학과 학사(1957년)
- 고려대학교 경영대학원 경영학 석사

## 역대 선거 결과
|  | 36.10% |

|  | 22.93% |

|  | 35.75% |

|  | 50.91% |

|  | 47.97% |

|  | 58.61% |

|  | 32.90% |

|  | 31.38% |

|  | 12.21% |

## 가족 관계
- 배우자 : 김옥련 (1923년 ~ 2017년 2월 5일)
  - 아들 : 박호동
    - 며느리 : 최성희

  - 딸 : 박혜숙
    - 사위 : 김건태